# Biología médica
La biología médica es un campo de la biología que tiene aplicaciones prácticas en medicina, cuidado de la salud y diagnósticos de laboratorio. Incluye muchas disciplinas biomédicas y áreas de especialidad que generalmente contiene el prefijo "bio", estas disciplinas son esencialmente biología aplicada a la medicina tales como: 
- Biología molecular, bioquímica, biofísica, biotecnología, biología de célula, embriología,
- Nanobiotecnología, ingeniería biológica, laboratorio de biología médicina Citogenética, genética, terapia génica,
- bioinformática, bioestadística, biología de sistemas,
- Microbiología, virología, parasitología,
- Fisiología, patología,
- Toxicología, y muchos otros que generalmente engloban las ciencias de la vida aplicadas a la medicina.

La biología médica es la piedra angular de la asistencia sanitaria moderna y de los diagnósticos de laboratorio es la consolidación de la biologización de la medicina. Abarca un amplio rango de enfoques científicos y tecnológicos: desde un diagnósticos in vitro hasta la fertilización in vitro, desde los mecanismos moleculares de una fibrosis quística a la dinámica de población del VIH, hasta la comprensión de interacciones moleculares para el estudio de la carcinogénesis, desde un polimorfismo de nucleótido único (PNU) hasta la terapia génica,procesos y tratamientos que la biología médica logra a partir de la participación de otras disciplinas como la biotecnología. 
La biología médica basada en la biología molecular combina todas las cuestiones del desarrollo de la medicina molecular en cuestiones estructurales y funcionales a gran escala del genoma humano, transcriptoma, proteoma y metaboloma humano con el punto de vista particular de idear nuevas tecnologías para la predicción, el diagnóstico y la terapia.